# Assassinio di Jong-Ok Shin
Jong-Ok Shin (Corea del Sud, 3 aprile 1976 – Bournemouth, 12 luglio 2002) era una studentessa sudcoreana di lingua inglese che viveva a Bournemouth, nel Regno Unito.
Venne assassinata nelle prime ore del mattino del 12 luglio 2002 mentre tornava a casa dopo una serata fuori con gli amici. Il 22 agosto 2002 la polizia di Dorset arrestò con l'accusa di omicidio Omar Benguit, che venne poi condannato all'ergastolo nel 2005. Gli avvocati di Benguit hanno proposto appello per due volte (nel 2005 e nel 2014) ma la sentenza rimase confermata. Attualmente si trova in un carcere di massima sicurezza in Inghilterra e sostiene ancora la sua innocenza.

## I fatti

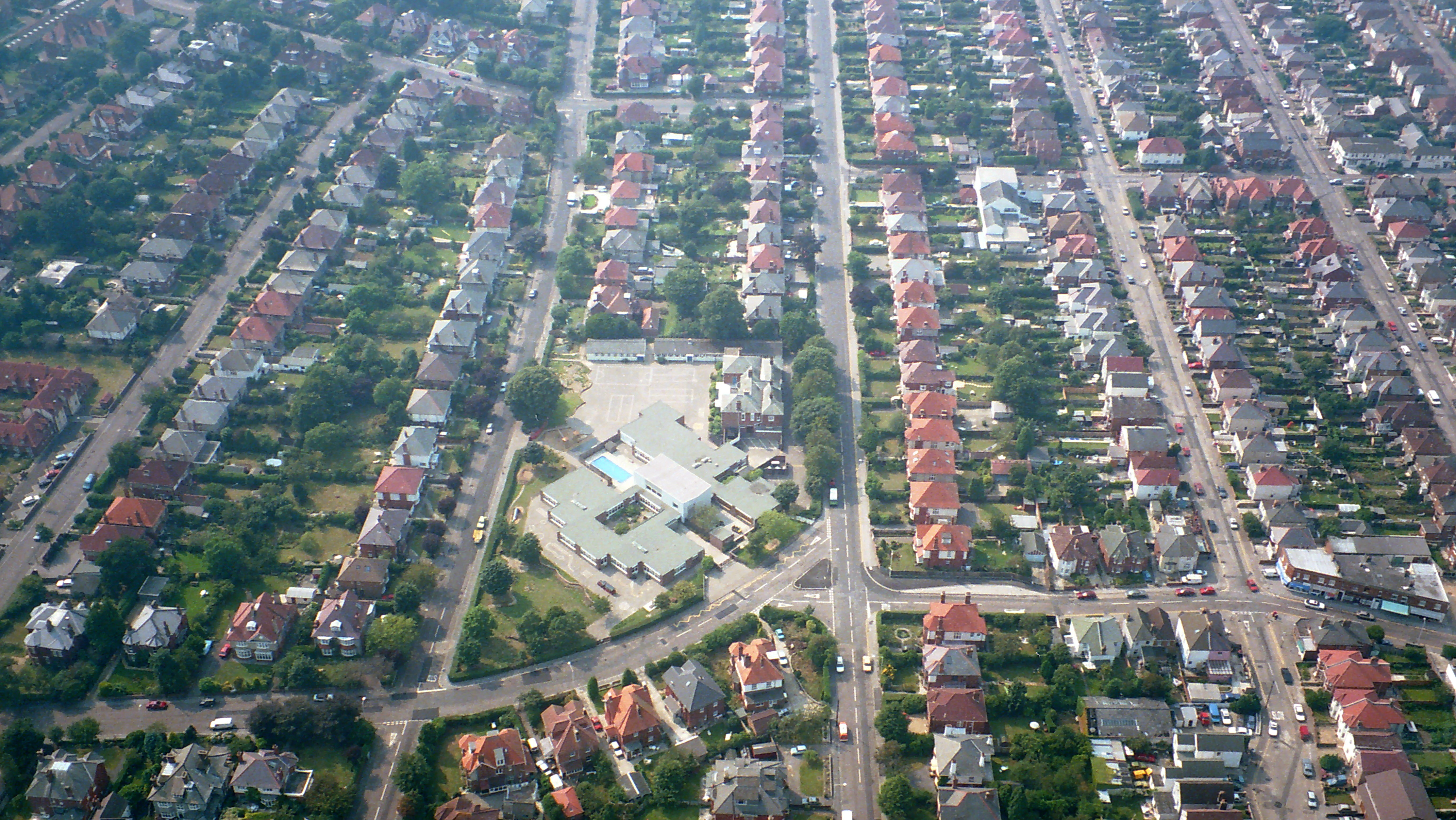
Parco Malmesbury a Bournemouth.

Venerdì 12 luglio 2002, intorno alle 2:50, la 26enne Jong-Ok Shin venne assassinata a Malmesbury Park Road, Richmond Park, Bournemouth. La studentessa coreana stava tornando a casa dopo una serata fuori con gli amici in un popolare wine bar studentesco, The Bank. Shin venne ritrovata dai residenti di una casa vicina, che chiamarono un'ambulanza. La giovane morì poco dopo in ospedale, a seguito delle ferite alla schiena dovute a tre coltellate, inferte con una lama lunga 14–15 cm. Il coltello utilizzato per l'aggressione non è mai stato ritrovato.
Nonostante la polizia avesse risposto prontamente alla segnalazione di aggressione, non sono state rinvenute prove sulla scena del crimine. I residenti delle abitazioni adiacenti riferirono che la notte era stata tranquilla, anche se un testimone affermò di aver sentito una discussione tra un uomo con accento straniero e una donna, seguita da dei gemiti sommessi da parte della donna. Altri residenti riferirono di aver udito il rombo del motore di un veicolo che faceva un'inversione a U e si allontanava. L'auto però è stata ricondotta ad un altro residente che abitava lungo la stessa strada.
Omar Benguit venne arrestato il 22 agosto, quasi sei settimane dopo l'omicidio, dopo essere stato indicato come l'assassino da un informatore della polizia. Beverly Brown, eroinomane e prostituta, affermò che si trovava con Benguit e altri due uomini (successivamente identificati come Nicholas Gbadamosi e Delroy Woolry) la notte dell'omicidio. Brown dichiarò di essere stata costretta a portarli in giro quella notte. Benguit le disse di accostare vicino a Shin, che stava camminando lungo Malmesbury Park Road da sola. Brown sostenne che Benguit si fosse avvicinato a Shin e che le avesse chiesto di partecipare ad una festa con loro e quando lei rifiutò, lui la pugnalò.

## Processi

### Primo processo
Dopo essere stati accusati dell'omicidio di Jong-Ok Shin, Omar Benguit e Nicholas Gbadamosi vennero processati. Benguit per l'omicidio di Shin e Gbadamosi per essere stato suo complice. Entrambi furono processati anche per lo stupro di Beverly Brown, avvenuto poco dopo, la mattina del 12 luglio 2002.
Va ricordato che Beverley Brown dichiarò che anche Delroy Woolry era presente in macchina quella notte e che partecipò attivamente allo stupro di gruppo del quale rimase vittima più tardi quella mattina. Tuttavia, Woolry venne rimpatriato nel suo paese natale, la Giamaica, presumibilmente perché il suo visto era scaduto. Woolry non è mai stato processato per questi reati poiché, nonostante le gravi delle accuse di Beverley Brown, non è mai stato estradato.
La giuria assolse Benguit e Gbadamosi sia per l'omicidio di Jong-Ok Shin che per lo stupro di Beverly Brown.

### Secondo processo
Nel 2004 si svolse un nuovo processo relativamente alle accuse sulle quali la giuria non era stata in grado di emettere un verdetto nel primo. Emerse che Gbadamosi era stato ripreso da un autovelox in un'altra parte della città nel momento in cui era avvenuto l'omicidio. Questa circostanza portò a ritenere Gbadamosi estraneo ai fatti. Non si giunse comunque alla condanna di Omar Benguit per l'omicidio di Jong-Ok Shin, non esistendo sufficienti prove a suo carico. Va ricordato che nell'auto di Beverly Brown non era stato trovato il DNA di nessuno dei tre uomini o della vittima.

### Terzo processo
Con l'assoluzione di Gbadamosi, Benguit rimase l'unico sospettato per l'omicidio di Jong-Ok Shin. Per dare inizio a questo terzo nuovo processo, fu necessario chiedere l'autorizzazione al pubblico ministero.
Il processo si tenne nel 2005, e portò alla condanna di Benguit per l'omicidio di Jong-Ok Shin.
Tutti i testimoni su cui si basava l'accusa erano noti tossicodipendenti e prostitute (Benguit stesso era un abituale consumatore di eroina) e le prove che fornirono furono puramente circostanziali.
Ciononostante, al termine del processo, Benguit fu giudicato colpevole di omicidio dal giudice Hallett presso la Winchester Crown Court e condannato all'ergastolo.

## Appelli

### Primo appello
Il 12 luglio 2005, tre anni dopo l'omicidio, si svolse in Corte d'Appello il primo appello contro la sentenza di condanna di Benguit. L'avvocato di Benguit, Anthony Donne, metteva in discussione l'attendibilità di due testimoni chiave che apparentemente avevano visto Benguit portare con sé un coltello simile a quello usato nell'omicidio. La difesa richiamò inoltre l'attenzione sul fatto che la testimonianza di Beverly Brown non avrebbe dovuto essere ammessa, in quanto il teste si era rivelato inattendibile. Infatti, aveva fornito diverse versioni dei fatti, ammettendo esplicitamente di aver mentito nel corso della prima e della seconda dichiarazione resa. Donne sostenne che, vista la mancanza di prove adeguate e avendo dato seguito a mere congetture espresse da soggetti tossicodipendenti, la decisione di consentire un secondo processo era stata illegittima. Il ricorso, però, fu respinto.

### Secondo appello
Nel 2012 la Commissione di revisione dei casi penali deferì il caso di Benguit alla Corte d'Appello, a seguito di una richiesta formulata dall'avvocato Giovanni Di Stefano accolta dall'organo di revisione. Il processo ebbe inizio il 9 aprile 2014. La difesa di Benguit si basava sul fatto che Beverly Brown, la testimone principale dell'accusa, era apparsa nello show di ITV "Jeremy Kyle Show", fornendo un resoconto dei fatti di quella notte diverso da quanto dichiarato nei precedenti processi. La credibilità di Brown era stata portata davanti alla giuria ma si concluse che, sebbene Brown avesse senz'altro esagerato il suo resoconto del crimine, le circostanze principali di quanto avvenuto non cambiavano. I giudici ritennero che il racconto di Brown avesse "un significativo sostegno circostanziale" da parte di altri testimoni.
La difesa di Benguit sostenne inoltre che un cittadino italiano, Danilo Restivo, che viveva poco distante dal luogo del delitto, avrebbe potuto esserne l'assassino. Si ritenne che l'omicidio di Jong-Ok Shin avesse molti punti in comune con altri due omicidi di cui Restivo era stato accusato.
Il 30 giugno 2011 la Crown Court di Winchester aveva condannato Restivo all'ergastolo (poi ridotto a quarant'anni di reclusione) per l'omicidio di Heather Barnett, una sua vicina di casa uccisa il 12 novembre 2002 (solo quattro mesi dopo l'omicidio di Jong-Ok Shin, avvenuto il 12 luglio 2002).
L'8 novembre 2011 Danilo Restivo fu condannato anche dai giudici italiani in primo grado a trent'anni di carcere per l'omicidio di Elisa Claps (sentenza divenuta definitiva nel 2014 dopo la pronuncia della Corte di Cassazione), avvenuto il 12 settembre 1993 a Potenza.
Tuttavia, i giudici stabilirono che sussistevano significative differenze tra i due omicidi a opera di Restivo e quello di Jong-Ok Shin.
La corte, pur ritenendo che l'accusa contro Benguit non fosse supportato da prove decisive, valutò comunque l'esistenza di "significativi elementi circostanziali" contro di lui. Tra questi le precedenti condanne per porto di coltello, il sangue trovato sui suoi vestiti e un'apparente confessione fatta da Benguit di aver accoltellato uno studente a Charminster (riferita da un testimone).

### Beverly Brown
Beverly Dawn Brown è ritenuta la principale testimone dell'omicidio di Jong-Ok Shin. Fu lei ad accusare Benguit, Gbadamosi e Woolry. Il 22 agosto 2002, circa un mese dopo l'omicidio, Beverly Brown venne arrestata per furto e una volta interrogata rivelò di avere informazioni cruciali. Disse che la notte del 12 luglio stava viaggiando con tre uomini nella sua macchina - Omar Benguit, Nicholas Gbadamosi e Delroy Woolry - e che entrando in Malmesbury Park Road, dove "Oki" stava camminando (Oki era il soprannome di Jong Ok-Shin) uno degli uomini le urlò un commento volgare di apprezzamento mentre la superavano. Gli uomini quindi ordinarono alla Brown di fermare l'auto. Lei rimase in macchina mentre tutti e tre saltatono fuori e corsero verso Oki, e le si avvicinarono e poco dopo tornarono di corsa all'auto.
Inizialmente disse di non aver visto Oki che veniva accoltellata, ma pensava che Benguit fosse l'assassino perché quando i tre uomini tornarono alla macchina aveva del sangue sulla maglietta e teneva un oggetto avvolto in un asciugamano, riponendolo subito in una borsa della spesa e riponendolo sotto un sedile, mentre Gbadamosi (uno degli altri uomini) gli chiedeva "Che cosa hai fatto?" - o parole simili - lasciandole intendere che Benguit aveva appena pugnalato Oki.
La Brown riferì che dopo l'omicidio portò i tre uomini in una crack-house in Clements Road, sempre a Bournemouth, dove fumarono crack e cocaina, e in seguito in una casa a Cunningham Crescent dove Benguit avrebbe fatto una doccia per pulirsi dal sangue. L'asciugamano usato per avvolgere il coltello, insieme ai suoi vestiti macchiati di sangue e al coltello stesso, sarebbero stati gettati da Gbadamosi in un fiume prima che Brown potesse finalmente tornare a casa.
Brown era una tossicodipendente, il che potrebbe in parte spiegare le varie versioni che diede di quanto accadde quella notte. In occasione di una intervista del 2012 durante lo show televisivo "The Jeremy Kyle Show", affermò di aver visto Omar Benguit pugnalare Jong-Ok Shin. Questa ricostruzione differiva significativamente da quella fornita durante i processi, in cui invece sosteneva di non aver mai assistito all'omicidio dal luogo in cui aveva fermato la macchina, ma di aver soltanto sentito le urla della ragazza. Brown accusò anche Benguit e Gbadamosi di averla violentata nelle prime ore del mattino dopo l'omicidio, ma entrambi sono stati giudicati non colpevoli nel secondo processo.

### Danilo Restivo
Nel corso del secondo appello, la difesa di Benguit suggerì che l'assassino di Jong-Ok Shin potesse essere Danilo Restivo, assassino già condannato per due omicidi.
Restivo si era trasferito in Inghilterra, a Bournemouth, nel maggio del 2002. Il 12 novembre 2002, Heather Barnett fu assassinata nella sua casa, che si trovava di fronte all'abitazione di Restivo. La vittima era stata colpita in testa con un martello. Venne trovata con i pantaloni abbassati, entrambi i seni mutilati e la gola tagliata. Nelle mani stringeva ciocche di capelli non suoi.
Nel marzo 2010, il corpo di Elisa Claps, scomparsa nel 1993, venne ritrovato in una chiesa nella città di Potenza, in Italia. Le era stata asportata e messa in mano una ciocca di capelli. Gli investigatori italiani esaminarono il DNA e altre prove che indicavano che Restivo fosse il colpevole.
In seguito alla scoperta del DNA che collegava Restivo all'omicidio di Heather Barnett, Restivo venne processato per omicidio e condannato all'ergastolo nel 2011. In appello la sua pena è stata ridotta a 40 anni. Restivo è attualmente in prigione in Inghilterra, ed è improbabile che venga mai rilasciato dalla custodia poiché verrebbe estradato in Italia immediatamente dopo il rilascio per scontare la condanna a trent'anni per l'omicidio di Elisa Claps.
Proprio nel luogo in cui la vittima era stata accoltellata venne trovata una ciocca di capelli, circostanza che ha portato a sospettare di Restivo. Poco prima del secondo appello del 2014, però, la polizia del Dorset produsse per la prima volta la testimonianza di una donna che apparentemente era stata identificata dai capelli e che affermava di aver vissuto di fronte alla scena del crimine. Ricordò di aver richiesto i servizi di una parrucchiera a domicilio 12 anni prima e ammise che potrebbe aver gettato le ciocche di capelli tagliati nei bidoni della spazzatura e che, in qualche modo, i capelli furono portati nel punto in cui la vittima era stata pugnalata.
Altri elementi che potrebbero collegare Restivo all'omicidio di Jong-Ok Shin includono il ritrovamento di un passamontagna in possesso di Restivo. Jong-Ok Shin riuscì a dire, prima di essere portata in ospedale, che il suo assassino indossava una maschera. Inoltre, un coltello identico a quello utilizzato per aggredire la Shin fu trovato nella borsa di Restivo quando fu arrestato nel 2004 per un altro reato. A questi elementi va aggiunto che un uomo somigliante a Restivo e con in mano una borsa venne ripreso dalle telecamere a circuito chiuso poste vicino alla scena del crimine sei minuti dopo l'omicidio. Questa prova non è stata allegata dall'avvocato di Benguit, Rag Chand, che è stato licenziato dalla famiglia di Benguit in seguito alla decisione della Corte d'Appello.

## Avvocati
- Giovanni Di Stefano è un uomo d'affari italo-britannico, condannato in Inghilterra nel 2013 a 14 anni di detenzione per venticinque reati tra i quali esercizio abusivo della professione di avvocato, truffa, furto, ricettazione e possesso di documenti falsi, illeciti che avrebbe commesso nel Regno Unito tra il 2001 e il 2011. Nel 2023 è stato scarcerato, dopo che la corte d'appello ha revocato la condanna. Ha rappresentato Omar Benguit presentando la domanda alla Commissione di revisione dei casi penali dopo il primo appello, sostenendo che l'assassino di Jong-Ok Shin potesse essere Danilo Restivo.
- L'avvocato Rag Chand ha rappresentato Benguit nell'appello del 2014.[20][21][22]
- Marika Henneberg è docente senior presso l'Institute of Criminal Justice Studies (ICJS), Università di Portsmouth, Regno Unito, dal 2009.[23] Tra il 2009 e il 2014, Marika ha co-diretto il progetto Innocence presso l'Università di Portsmouth con Damian Carney. Il progetto è stato gestito congiuntamente dall'ICJS e dalla Law School. Nel gennaio 2015, il progetto è entrato a far parte della neonata Criminal Justice Clinic, composta da Marika come leader e da un consiglio di consulenti.[24] Marika ha iniziato a lavorare sul caso di Omar nel 2015, con la Criminal Justice Clinic che esamina presunte condanne errate e errori giudiziari.[11]